# Boudin noir
Pour les articles homonymes, voir Boudin.

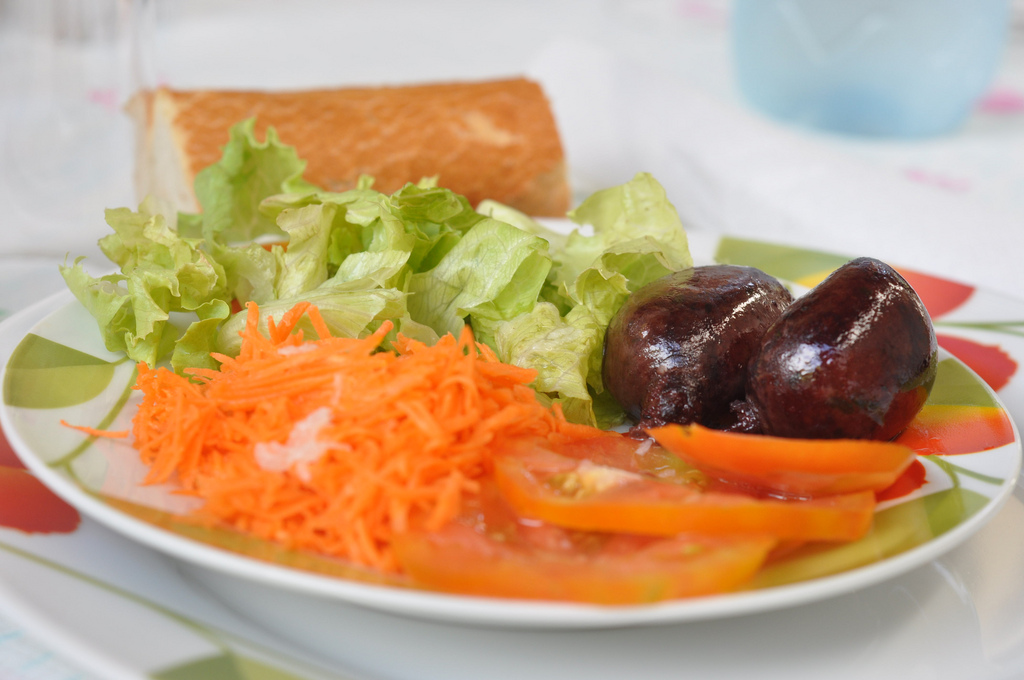
Boudin créole.

Le boudin noir, variété de boudin, est l'une des plus anciennes charcuteries connues. Il est fabriqué à partir de sang, de graisse de porc et de condiments, et, dans une moindre mesure, de sang de mouton et de chèvre. Le sang de volaille ou de cheval est également employé, mais plus rarement.

## Origine et étymologie
La tradition veut que le boudin noir ait été inventé par un cuisinier de la Grèce antique dénommé Aphtonite, ce qui en fait l'une des plus anciennes charcuteries. Il y aurait des références antiques à ce type de plat, par exemple dans l’Odyssée d'Homère. Le De re coquinaria d'Apicius, du IVe siècle, est le premier à transmettre sa recette. Au Moyen Âge, le boudin noir était consommé dans les tavernes.
L'origine du mot est obscure ; il pourrait venir de « bedaine », de l'ancien français « boudine », signifiant « gros ventre », ou encore du radical « bod- » qui signifie quelque chose d'enflé.

## Consommation
Le boudin noir se mange en Italie (le plus connu est le type sanguinaccio, souvent mélangé à de petits lardons), en Suisse, en Belgique et en France aux repas de midi et du soir ; dans les pays anglophones, il fait partie du petit déjeuner anglais. Il se consomme aussi bien chaud que froid avec de la moutarde. En Espagne, il se consomme grillé en rondelles et contient du riz. Dans la cuisine des pays de l'Est, il est connu sous le nom de krovianka en russe (кровянка, de кровь : « sang ») et de sângerete en Roumanie (sânge étant le mot roumain pour « sang »). Dans les pays d'Amérique latine, il se consomme chaud et est appelé morcilla. À Bruxelles, le bloempanch est un boudin noir avec des morceaux de gras.

## Confection

### Ingrédients de base
Les ingrédients de base du boudin noir sont les suivants :
- sang de porc ;
- graisse de porc ;
- viande de porc ;
- intestin de porc.

### Ingrédients complémentaires
Les différentes variétés de boudin comprennent des ingrédients spécifiques :
- pain rassis ;
- épices ;
- piment ;
- oignons ;
- fibres de tronc de bananier (utilisées comme ficelle naturelle) ;
- pommes ;
- châtaignes ;
- raisins ;
- avoine (dans la version britannique) ;
- riz (dans la version espagnole).

### Valeur nutritionnelle
Point faible : riche en acide gras saturés 11,7 g / 100 g
Point fort : riche en fer 22,8 mg / 100 g
Selon l'ANSES, la RNP (référence nutritionnelle de la population) en fer est pour un adulte de 11 mg / jr donc 48,2 g de boudin noir couvrent les besoins en fer d'un adulte.

### Méthodes de préparation

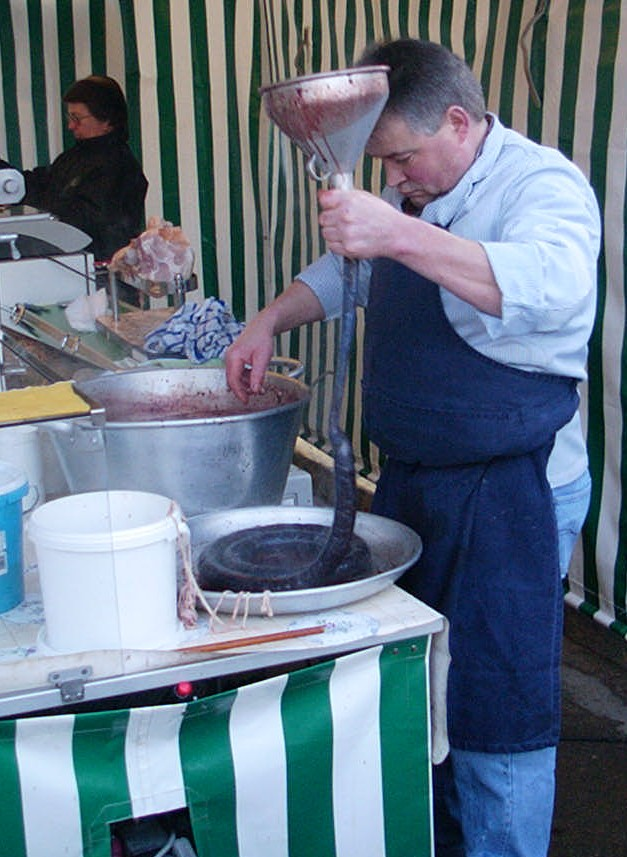
Mise du boudin noir en boyau.
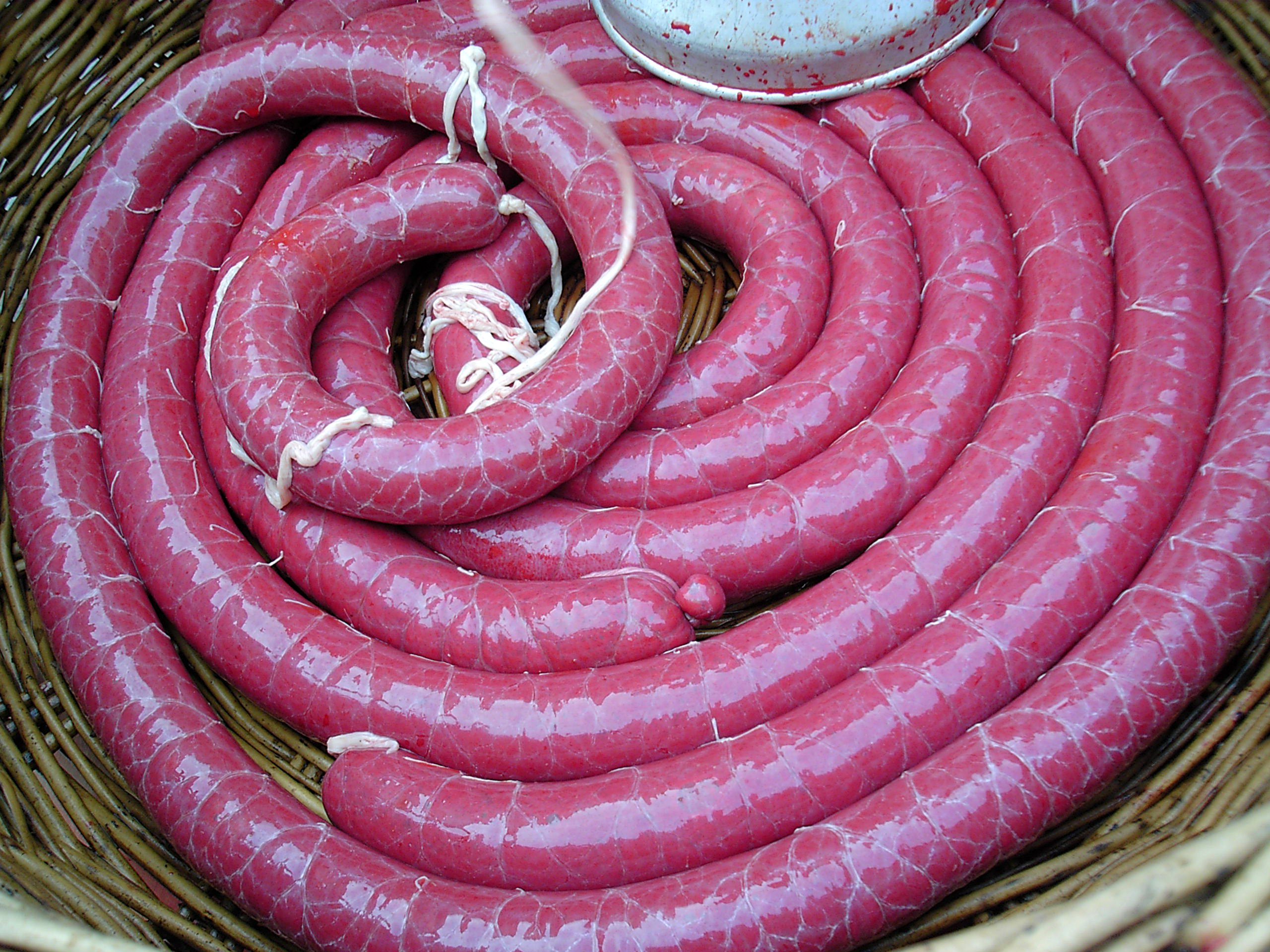
Boudin noir prêt à cuire.
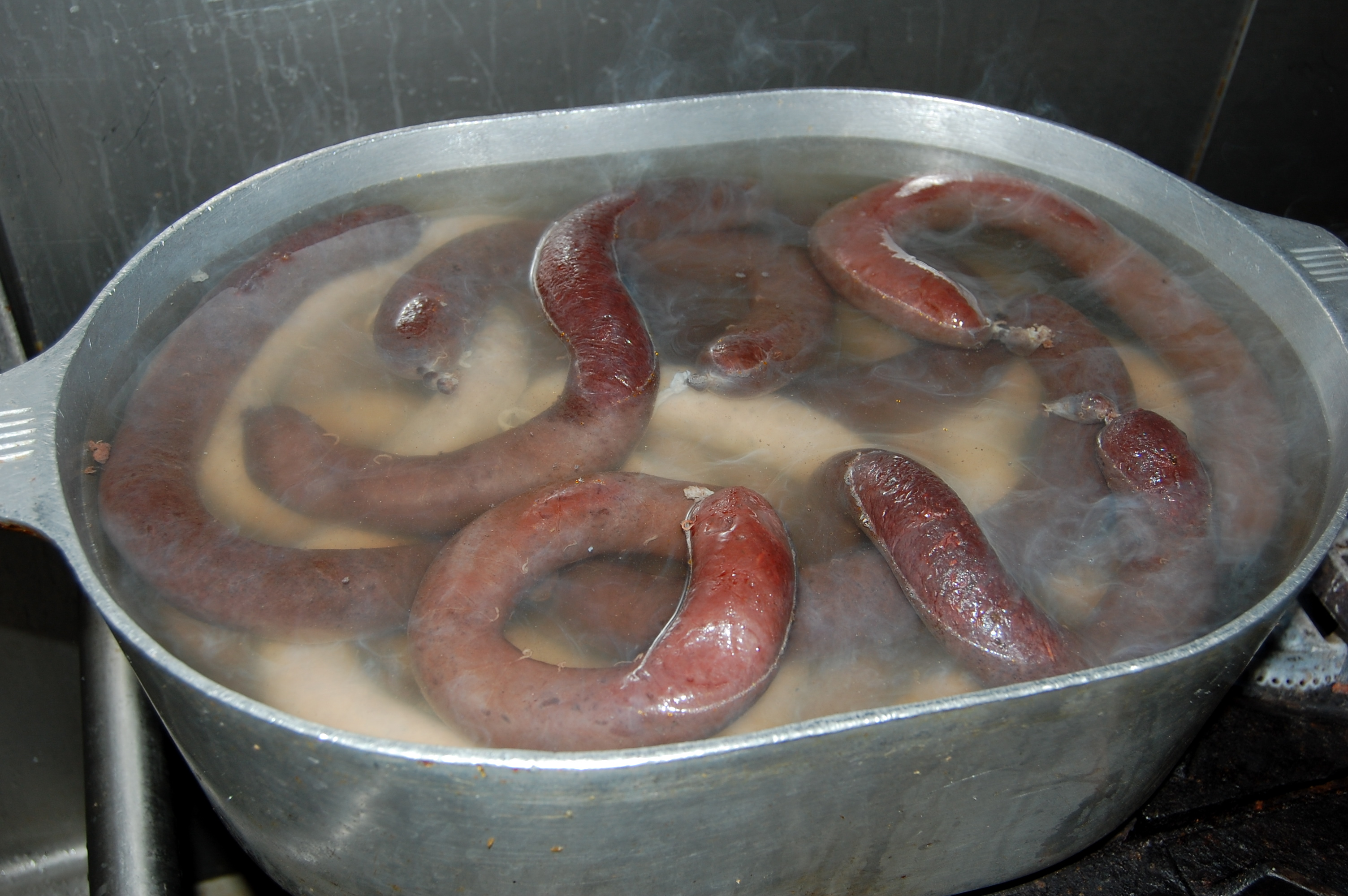
Cuisson du boudin.
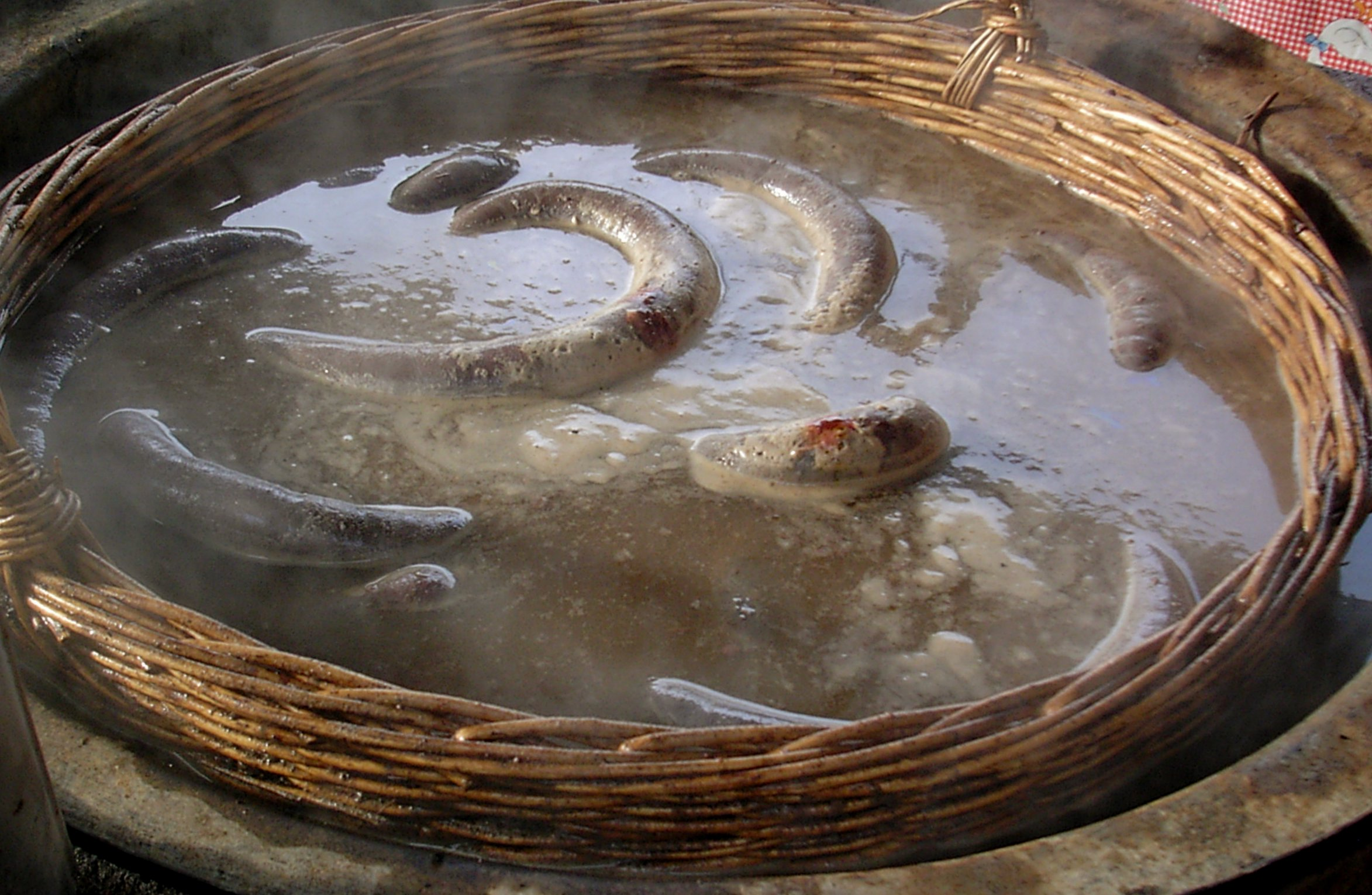
Fin de cuisson du boudin noir.
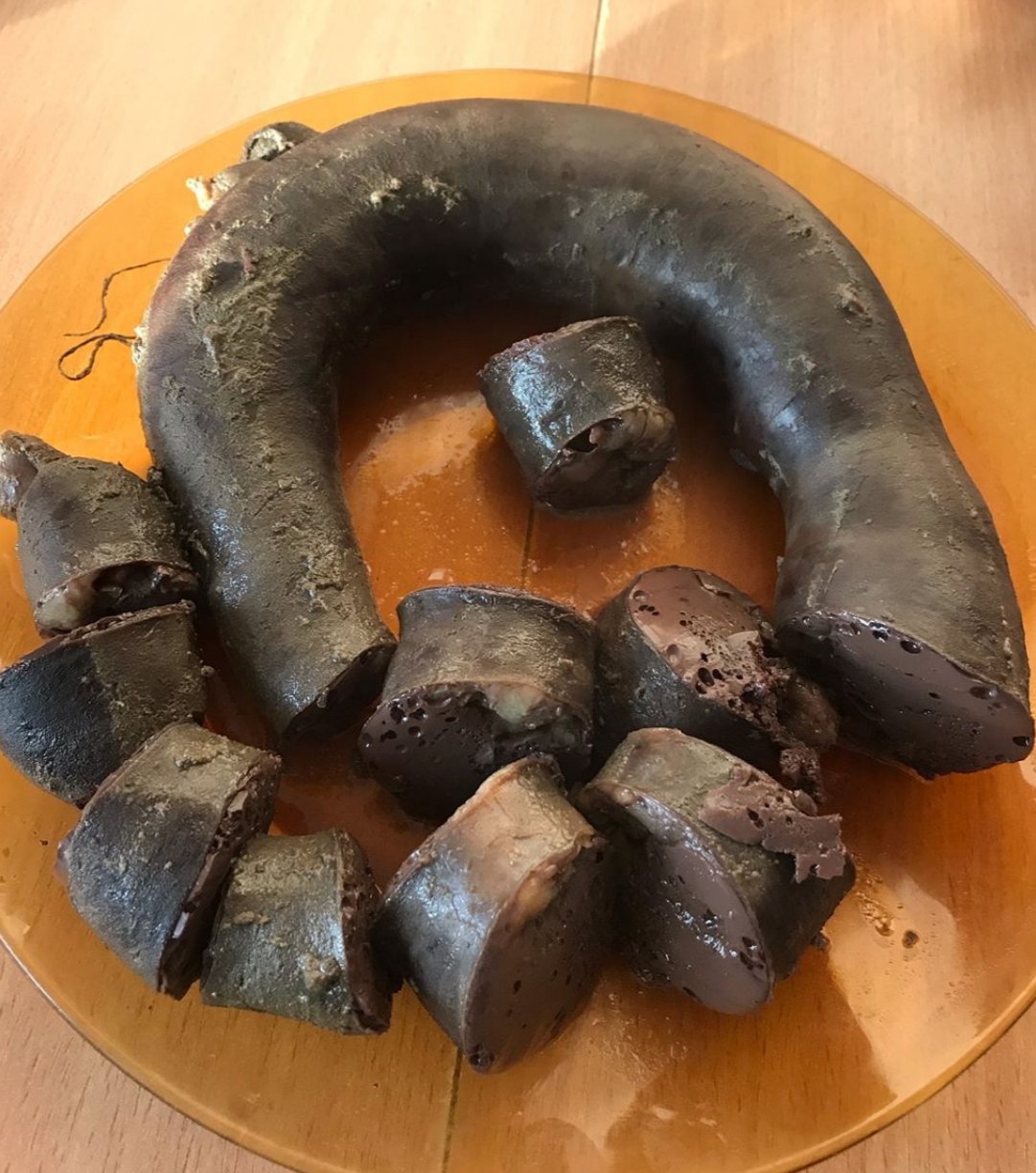
Saucisse faite en Bouriatie (Russie).

L'origine du boudin étant ancestrale, il existe de nombreuses méthodes de préparation.
Lors de la tuade du cochon, le sang est toujours récupéré pour faire du boudin noir. On y mélange le 1/10 du volume en vinaigre et on le brasse régulièrement à la cuillère de bois afin qu'il ne se fige pas. Il est  ensuite mélangé avec divers ingrédients pouvant constituer une farce. Avec celle-ci, on remplit des boyaux à l'aide d'un entonnoir. Ces boudins sont ensuite rapidement cuits dans de l'eau bouillante.

## Variantes régionales

### Îles britanniques
Le black pudding contient de l'orge ou de l'avoine et est habituellement servi parmi les mets du petit déjeuner complet en Angleterre, en Écosse et en Irlande. Le black pudding peut être mangé cru mais est souvent grillé ou bouilli dans sa peau. La ville de Bury, dans le Lancashire, est célèbre pour son black pudding, de même que la ville irlandaise de Clonakilty, qui exporte son black pudding comme friandise. Le black pudding est servi enrobé de pâte à frire dans les snacks en Écosse et en Angleterre comme alternative au fish and chips.

### Europe continentale
La version la plus commune de la Blutwurst allemande est faite à partir de sang de porc, de lard, de couenne, de porc et de condiments. Commercialisée cuite et prête à consommer, elle est habituellement servie réchauffée. En Rhénanie, où elle est également faite à partir de viande de cheval, la Blutwurst frite peut composer divers plats. Une autre variante allemande est la Zungenwurst, une Blutwurst additionnée de morceaux de langue de porc marinés. Une autre variante de la Blutwurst, la Rotwurst de Thuringe (Thüringer Rotwurst) dont l'indication géographique est préservée via une indication géographique protégée enregistrée dans l'Union européenne.
En France, le boudin est préparé dans les ménages ruraux au moment où le cochon est tué, dans les charcuteries, les magasins spécialisés dans les préparations à base de porc, vendant également des saucisses fumées et sèches, des pâtés en terrines, avec des salades préparées. Le boudin noir est souvent garni de pommes ou d'oignons. Il est toujours servi avec des tranches ou de la compote de pommes, de la purée de pommes de terre ou les deux, et est consommé en combinant les pommes ou la purée avec chaque bouchée du boudin, qui a été doucement chauffé et roussi au beurre, à la graisse de cochon ou à l'huile végétale. En France, il y a également de nombreuses variations régionales du boudin noir, comme le grand boudin du Béarn avec des morceaux de viande de bœuf, servi froid. Dans le Limousin, on fait des boudins aux châtaignes.
Le boudin noir « à l'ancienne », et certains boudins « industriels » comprennent de la couenne comme ingrédient.
En Belgique, le boudin noir, ou bloedworst ou beuling, est vendu en tranches de 10 cm de diamètre, ou en saucisses individuelles de la taille d'une banane. Il est généralement frit à la casserole. Des pommes cuites sont parfois servies à côté, ou sur les morceaux. Il est également mangé avec de la compote de pommes, du sucre brun ou du sirop. À Bruxelles, on trouve le bloempanch, une variété de boudin noir de 10 cm de diamètre contenant des cubes de gras.

### Corse
En Corse, le boudin noir (en corse sangui, littéralement « sangs » au pluriel) est usuellement consommé à la période de Noël, accompagné de pulenda. Au sang de porc viennent s'ajouter des blettes sauvages, des oignons ainsi que des herbes du maquis (menthe poivrée, népéta), du persil, des épices telles que poivre et clous de girofle, et d'autres ingrédients qui varient selon les régions et les usages (ail, céleri, poireau, saindoux, panne, raisins secs, noix, jus d'arbouses, châtaignes, piment).

### Haïti
En Haïti, le boudin noir s’appelle “boudin sang” ou bouden san (en créole). C’est fait de sang de porc ou de bœuf récupéré lors de l’abattage et épaissi avec du gras de porc ou végétal et fortement assaisonné avec un mélange d’herbes et d’épices comme le persil, le poireau, la ciboulette, le piment bouc, des oignons, des échalotes, de l’ail, du poivre et des clous de girofle.
Le sang de bouc ou de chèvre est souvent récupéré lors de l’abattage mais jamais inséré dans l’intestin, mais cuit assaisonné. Il ne s’agit pas de boudin. 
L’intestin de porc rempli de sang assaisonné est cuit dans de l’eau bouillante puis coupé en tronçons pour être frits dans de l’huile végétale (le plus souvent de maïs, de tournesol ou de palme). Le boudin accompagne des plantains frits, du pain, de fruit de l’arbre à pain frit, ou encore des patates douces frites.
Le boudin sang se mange généralement chaud de jour comme de nuit et est parfois servi comme entrée dans certaines maisons et restaurants. L’assaisonnement, notamment au piment, est forte selon les préférences des régions ou des maisons.

## Spécialités

### Boudin à l'oignon
Le boudin à l'oignon ou « boudin de Paris » est constitué, à la base, d’1/3 de sang, 1/3 de gras, 1/3 d’oignons cuits. C’est la seule recette de boudin qui emploie des ingrédients à parts égales. Ce boudin n'a conservé que les oignons de sa composition épicée du Moyen Âge.

### Boudin de Saint-Romain
Le boudin noir de Saint-Romain est une spécialité culinaire de Saint-Romain-de-Colbosc ; il s'agit d'un boudin noir sans pomme mais à la crème et au calvados. Il comprend 60 % de sang, 30 % d'oignons crus et 10 % de crème. Sa particularité est qu'il est garni au cœur d'un morceau de lard d'environ 5 mm de côté.

### Boudin valdôtain
Le  boudin valdôtain est un boudin noir à la betterave rouge qui fait partie des grands classiques de la gastronomie valdôtaine. Il est, à ce titre, protégé comme produit agroalimentaire traditionnel italien. Son élaboration actuelle reste conforme aux anciennes recettes transmises de génération en génération.

### Boudin créole (Guadeloupe, Martinique, Guyane et Réunion)
Le boudin créole (Guadeloupe, Martinique, La Réunion et Guyane) est un boudin noir avec des particularités qui le différencient du boudin classique. En effet, il est cuisiné avec du piment. Le boudin est traditionnellement préparé le jour même de la fête de Noël selon un long rituel dont voici l'idée générale : la famille se réunit tôt le matin afin d'égorger le porc. Son sang est recueilli, ainsi que ses intestins, que l'on lave, sa chair, et sa graisse. Tout cela est ensuite utilisé pour la confection du boudin. [réf. nécessaire]

### Trulle
La trulle est une variante niçoise du traditionnel boudin noir. Il reprend un des ingrédients de base de la cuisine niçoise à savoir la blette. La farce est additionnée de blette et de riz. Elle peut se manger chaude ou froide.

### En France

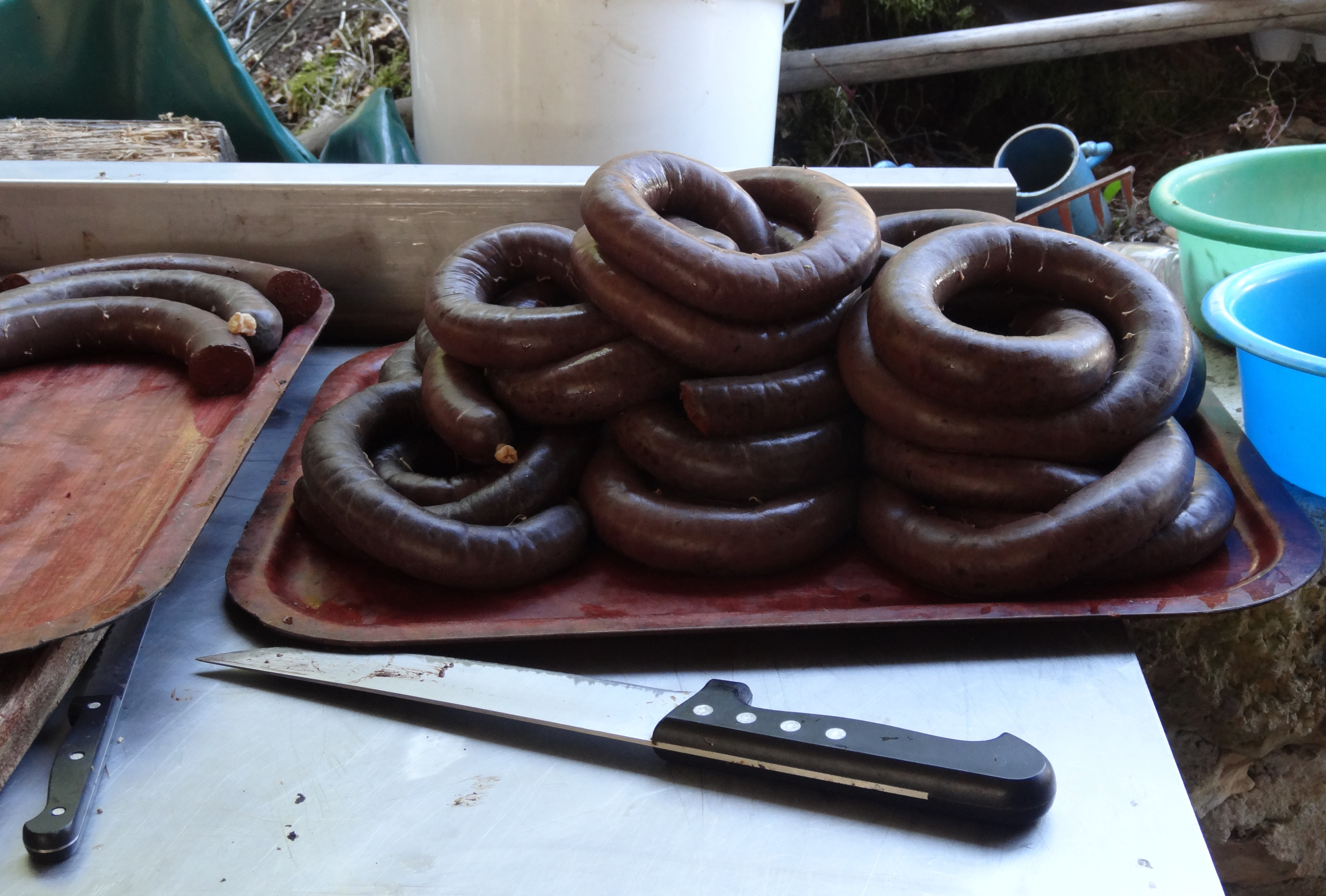

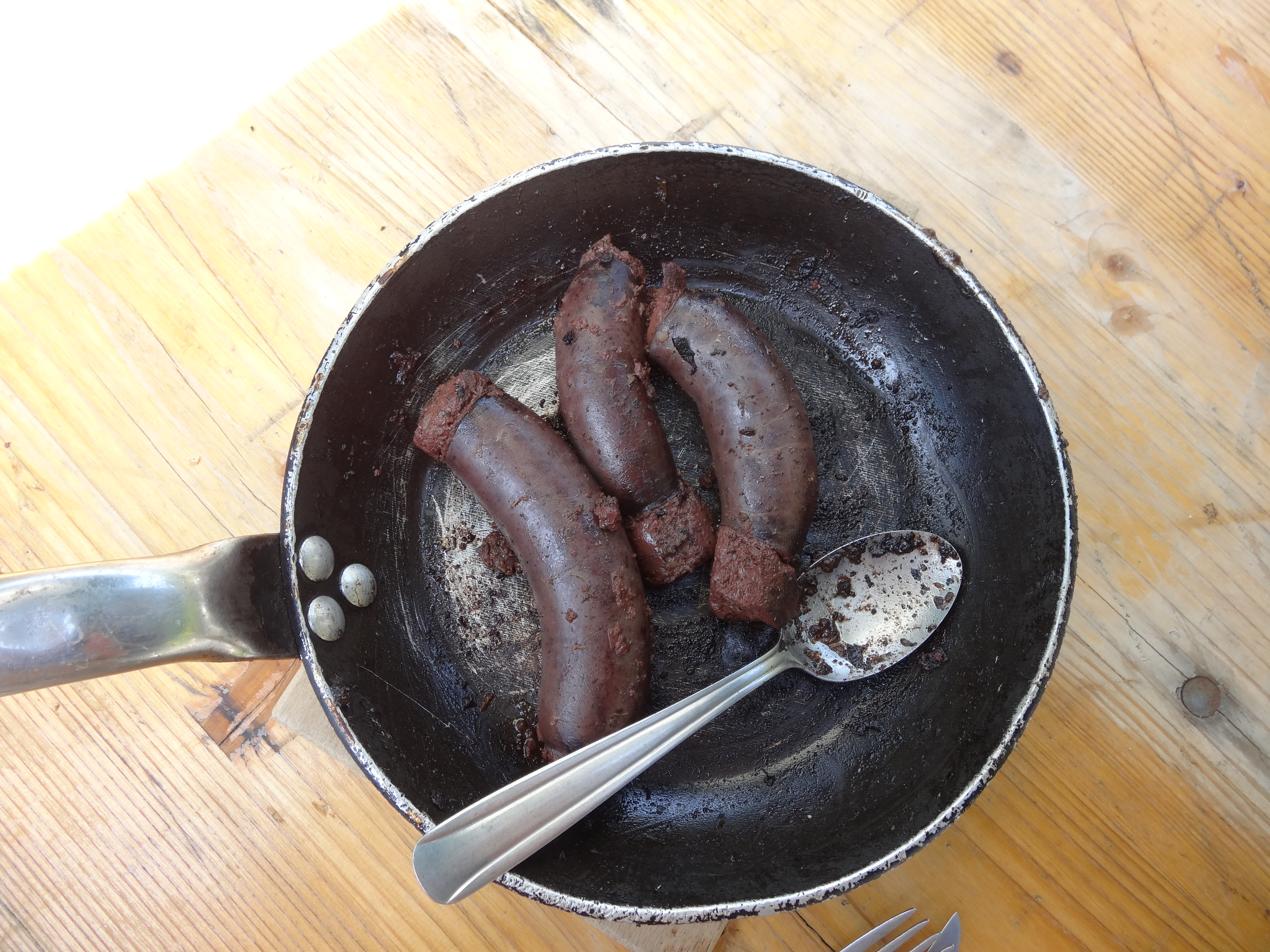

- Boudin du Maine, protégé par une indication géographique protégée
- Boudin à l'oignon ou « boudin de Paris »
- Boudin au cresson
- Boudin aux pommes
- Boudin aux châtaignes, dans le Limousin
- Boudin de Bourgogne
- Boudin alsacien
- Boudin de Mortagne-au-Perche, en Normandie
- Boudin à la viande dans le sud-ouest de la France, avec de la couenne en plus
- Jimboura (ou gimboura), soupe du Périgord à base de boudin ou de sang, faite au moment où on tue et prépare le cochon
- Gigourit, dans les Charentes
- Boudin lyonnais, préparé à partir de sang et de gras de porc, enrichi de crème, d’oignons crus, de bette et/ou épinards, de farine de blé
- Boudin d'herbes, dans le Forez, où le sang ne sert que de liant à une préparation contenant du gras de porc mais surtout des légumes et des herbes